# Sanne Vermeer
Pour les articles homonymes, voir Vermeer (homonymie).
Sanne Vermeer, née le 25 mars 1998 à Leeuwarden, est une judokate néerlandaise.

## Palmarès international en judo
| Championnats du monde | Championnats du monde | Championnats du monde |
| Année                 | Médaille              | Catégorie             |
| --------------------- | --------------------- | --------------------- |
| 2021                  | bronze                | –63 kg                |
| Jeux européens        |                       |                       |
| Année                 | Médaille              | Catégorie             |
| 2019                  | bronze                | –63 kg                |
| Championnats d'Europe |                       |                       |
| Année                 | Médaille              | Catégorie             |
| 2019                  | bronze                | –63 kg                |
| 2021                  | bronze                | –63 kg                |